# Vitale di Savigny
San Vitale di Savigny, o San Vitale di Mortain (Tierceville, 1050 circa – Dompierre, 1122), fu un monaco francese, divenuto poi abate. Fondò più monasteri, tra i quali l'abbazia di Savigny, in Normandia, dalla quale prese il nome. È venerato come santo dalla Chiesa cattolica e da quella ortodossa.
Fu contemporaneo di Roberto d'Arbrissel, Raoul de la Futaie, Bernardo di Tiron e del beato Adelemo d'Étival e fondò l'Ordine di Savigny.

## Biografia
Nacque verso il 1050 in un villaggio oggi noto come Tierceville, nella diocesi di Bayeux.
Vitale di Savigny apparteneva certamente ad una famiglia agiata ma non aristocratica. I suoi genitori, Raimfroy e Roharde, si preoccuparono di farlo istruire. La sua precocità lo fece soprannominare "il piccolo abate". Il celebre vescovo di Bayeux, Odone di Conteville lo mandò a studiare a Liegi.

### Il canonico
Vitale tornò al proprio paese per aprirvi lui stesso una scuola che era nello stesso tempo la cattedra di un apostolo. La sua reputazione si diffuse in Normandia, nella contea del Maine, in Bretagna ed in Inghilterra.
Roberto di Mortain, fratello uterino di Guglielmo il Conquistatore e fratello germano di Odone di Conteville, lo scelse come cappellano e canonico della sua collegiale di Saint-Évroult de Mortain. La Vita beati Vitalis scritta da Stefano di Fougères racconta come Vitale si sforzasse di portar pace nel suo entourage. Egli intervenne, ad esempio, per impedire al conte di Mortain di battere la propria moglie, minacciandolo di rompere il suo matrimonio.

### L'eremita
Nel 1093 (o fra il 1095 e il 1096 intraprese la via dell'eremitaggio, rinunciando a tutti i vantaggi che gli erano stati promessi. Constatando l'eccessiva ricchezza raggiunta dai monasteri benedettini, egli cercò nella solitudine una strada più vicina alla regola di san Benedetto. Egli non fu l'unico a seguire tale strada. 
Tra il 1095 e il 1110 numerosi religiosi divennero eremiti e partirono per evangelizzare le folle. Pietro l'Eremita, Roberto d'Arbrissel, Bernardo di Tiron, Raymond Gayrard, Aldwine ne sono le figure più note.
Numerosi discepoli si sottomisero alla regola del silenzio assoluto, della preghiera continua e del lavoro manuale, sotto la direzione di Vitale. Fu l'origine della comunità di Neubourg (nei sobborghi di Mortain).
Il figlio di Roberto di Mortain, Guglielmo cedette all'eremita alcune terre a Neubourg che si chiameranno l'"elemosina di Mortain". 
Gli eremiti divennero troppo numerosi e Vitale li condusse allora nei "deserti" e nelle foreste delle marche di Normandia, del Maine e di Bretagna, fondò eremitaggi, in particolare quello Dompierre, e prestò cure alle popolazioni abbandonate. La sua fama si espanse lontano. 
Bernard d'Abbeville († 1117), eremita, benedettino, si rifugiò in uno dei suoi eremitaggi.
Gli fu offerto un monastero a Château-Gontier; egli soggiornò per un certo periodo di tempo a Saint-Sulpice-des-chèvres, nella foresta di Pail. Si recò due volte in Inghilterra (1102, 1108), chiamatovi da sant'Anselmo. Nel 1106 era presente à Tinchebray e cercò d'impedire la  battaglia che si annunciava fra Roberto Courteheuse ed il fratello Enrico Beauclerc Il re d'Inghilterra confiscò a Vitale la donazione di Mortain: l'eremita pagò certamente l'aver avuto come benefattore Guglielmo di Mortain, uno dei baroni sconfitti.
Vitale andò a rifugiarsi nelle foreste delle marche di Bretagna, Maine e Normandia, ove ritrovò i suoi illustri amici Roberto d'Arbrissel, Raoul de la Futaie e Bernardo di Tiron, a tenere conferenze sulle istituzioni eremitiche e sulla situazione della Chiesa». Bernardo, durante una delle sue visite (1110) trovò Vitale di Savigny in una località della foresta di Fougères detta le Chêne-savant (la quercia sapiente).

### L'abate

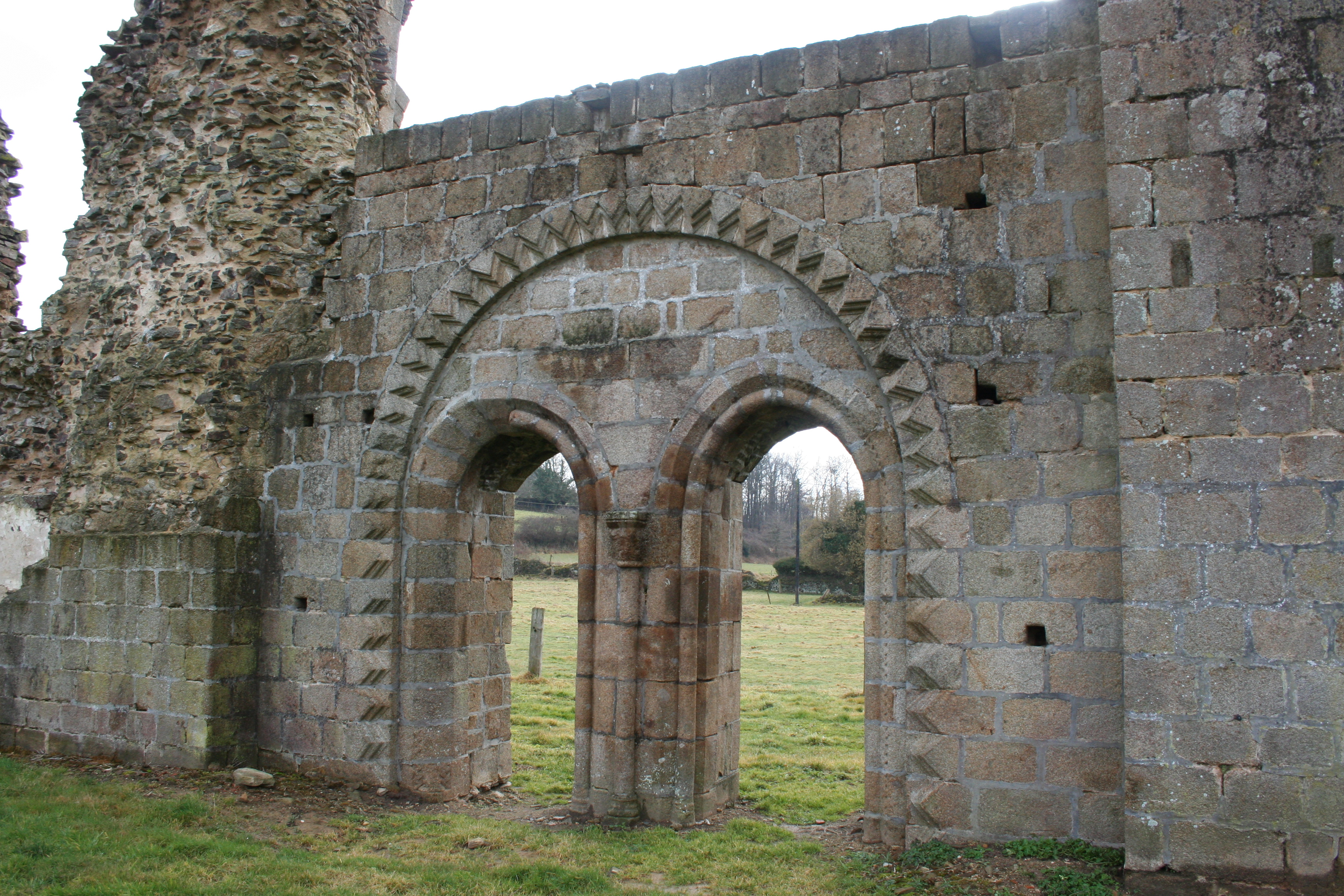
Rovine dell'abbazia di Savigny

Nel 1105 Raoul, signore di Fougères, aveva donato a Vitale una parte della foresta di Savigny ove quest'ultimo aveva sistemato i suoi "monaci bianchi" (i suoi neofiti, come li chiama Orderico Vitale).
La fondazione fu ufficializzata nel 1112, allorché il re d'Inghilterra e duca di Normandia gli concesse un diritto. Per la sua posizione ai confini del Maine, della Bretagna e della Normandia, la comunità monastica rappresentava una posta strategica ed Enrico, dimenticando i suoi risentimenti nei confronti di Vitale, comprese ch'egli avrebbe avuto solo dei vantaggi nel coinvolgersi a Savigny. Egli rafforzò la sua posizione su questo settore geografico, ai limiti del suo ducato. Il 1112 fu dunque l'anno ufficiale della nascita dell'abbazia di Savigny. Nella Vita beati Vitalis, scritta da Stefano di Fougères, Vitale appare sotto la figura originale d'un «… abate specialista della predicazione fuori dal monastero». Per contro, il suo compagno Bernardo di Tiron è più noto come anacoreta. 
Monastero doppio, l'abbazia di Savigny divenne presto la Casa Madre dell'Ordine, estendendo le sue proprietà nel Maine, particolarmente nel decanato di Ernée, ed i signori di Mayenne ne divennero i principali benefattori.
Tuttavia, l'Ordine di Savigny si svilupperà soprattutto durante l'abbaziato del suo successore, Goffredo.
Vitale fondò anche una comunità femminile, la cui localizzazione tuttavia è incerta. Si trattava forse dell'abbazia Bianca a Mortain, ma il documento di fondazione, datato 1105, è un falso. La comunità femminile fondata dall'anacoreta aveva la particolarità di essere aperta alle figlie dei poveri, contrariamente ad altri monasteri femminili che non accoglievano che figlie dell'aristocrazia.

### Il decesso
Nel 1119 (o nel 1122), Vitale di Savigny era in visita agli eremi di Dompierre, quando spirò improvvisamente dopo aver pronunciato le parole: «Sanctæ Mariæ intercessio nos angelorum adjungat consortio».
Il suo corpo fu sepolto a Savigny, dopo di che uno dei suoi monaci, munito di un rotolo mortuario, per recarsi di monastero in monastero nel Maine, Angiò e Normandia, a notificarne il decesso ed a chiedere per lui preghiere.
Celebrato come santo, la sua Memoria liturgica cade il 16 settembre.